# 삼성 갤럭시 진
삼성 갤럭시 진(영어: Samsung Galaxy Jean)은 정식 발매명으로 2018년 5월에 공개한 삼성전자의 안드로이드 스마트폰이다. 한국에는 2018년 6월에 갤럭시 Jean으로 정식 발매명을 변경해 KT를 통해 출시되었다. 해외에서는 2018년 6월 Samsung Galaxy A6+ 2018으로 정식 출시했다.
국내에서는 색상이 블랙, 라벤더로 출시했지만, 해외에서는 색상이 블랙, 라벤더, 골드, 블루 총 4종류로 출시되었다.